# برونوو (شهرستان پودمبیتسه)
برونوو (به لهستانی:  Bronów) یک روستا در لهستان است که در گمینا وارتکوویتسه واقع شده‌است.